# Atelopus seminiferus
Atelopus seminiferus is een kikker uit de familie padden (Bufonidae) en het geslacht klompvoetkikkers (Atelopus). De soort werd voor het eerst wetenschappelijk beschreven door Edward Drinker Cope in 1874.
Atelopus seminiferus leeft in delen van Zuid-Amerika en komt endemisch voor in Peru. De kikker is bekend van een hoogte van 1000 tot 2000 meter boven zeeniveau. De soort komt in een relatief klein gebied voor en is hierdoor kwetsbaar. Door de internationale natuurbeschermingsorganisatie IUCN wordt de soort beschouwd als 'Kritiek'.
Atelopus seminiferus is slechts bekend van een enkele loctaie. De soort is voor het laatst waargenomen in 2004.